# Beginner
Beginner (tidligere kendt som Absolute Beginner) er en tysk rapgruppe fra Hamborg, der består af de to rappere Jan Delay (også kendt som Eisfeldt65, Jan Eißfeldt, Boba Ffett og Eizi Eiz) og Denyo (også kendt som Denyo77, Denyo Deutschland og Dennis) samt DJ Mad. Matthias Arfmann har produceret alle gruppens plader.

## Historie
Absolute Beginner blev dannet i 1991 af Jan Delay, Denyo og Mardin. Kort efter sluttede Nabil, Mirko og DJ Burn sig til gruppen, de gik dog igen hurtigt ud af gruppen, der fik DJ Mad som medlem efter deres første offentlige optræden i Kulturladen Eppendorf. I starten rappede de både på engelsk og tysk, men de er nu gået hen til udelukkende at rappe på tysk.
I 1992 offentliggjorde de deres første sang, K.E.I.N.E., der udkom på et mixtape fra Buback Tonträger. Året efter udgav Absolut Beginner EP'en Gotting. Den anden EP, Ill Styles udkom i 1994. Det første album, Flashnizm, udkom i 1996 med moderat succes til følge. Nummeret Natural Born Chillaz blev udgivet som single, MTV nægtede dog at spille tracket pga. den kontroversielle musikvideo. Året efter forlod Mardin gruppen, som derefter bestod af de nuværende medlemmer. Samme år startede Jan Delay også sit eget musikselskab, Eimsbush. 
Gruppens andet album Bambule blev sendt på gaden i 1998. Førstesinglen Liebeslied blev en stor succes i de tysktalende lande, og de efterfølgende singler Hammerhart og Füchse (feat. Samy Deluxe) blev også godt modtaget. Albummet endte også i top 30 på salgslisten over albums i Tyskland. Absolute Beginner tog i kølvandet på albummet på 3 forskellige turnéer, bl.a. med det store amerikanske hiphop-navn Beastie Boys.
Jan Delay lavede i 1999 en coverversion af Nenas sang Irgendwo, Irgendwie, Irgendwann, og to år efter udgav han sit første soloalbum, Searching for the Jan Soul Rebels, der blev vel modtaget af både kritikere og fans. I modsætning til Beginners rendyrkede hiphop, holder Jan Delay sig på hans soloalbums til reggae og funk. I 2006 udkom Jan Delays andet album, Mercedes Dance. Førstesinglen Klar blev en pæn succes, og toppede på en 20. plads på de tyske hitlister. Denyo forsøgte sig ligeledes solo og udgav under navnet Denyo77 i 2001 albummet Minidisko, hans andet album The Denyos udkom i 2005.
Efter de forskellige soloeksperimenter fandt gruppen sammen igen og udgav Blast Action Heroes i 2003, som placerede Beginner på førstepladsen på den tyske album-hitliste. 

## Diskografi
- 1993: Sangen K.E.I.N.E. on the sampler Kill The Nation With A Groove (LP/CD, Buback Tonträger)
- 1993: Gotting (EP/EPCD, Buback)
- 1995: Die Kritik an den Platten kann die Platte der Kritik nicht ersetzen (12"/SingleCD, Buback)
- 1996: Natural Born Chillas (12"/SingleCD, Buback)
- 1996: Flashnizm [Stylopath] (LP/CD, Buback)
- 1998: Rock On (12"/SingleCD, Buback/Universal Records)
- 1998: Bambule (LP/CD, Buback/Universal)
- 1998: Liebes Lied (12"/SingleCD, Buback/Universal)
- 1999: Hammerhart (12"/SingleCD, Buback/Universal)
- 1999: Füxe/K2 (12"/SingleCD, Buback/Universal)
- 2000: Boombule – Bambule Remixed (RMX LP/CD, Buback/Motor)
- 2003: Blast Action Heroes (LP/CD, Buback/Motor)